# USS LST-645
O USS LST-645 foi um navio de guerra norte-americano da classe LST que operou durante a Segunda Guerra Mundial.